# Gary McKinnon
Gary McKinnon (Glasgow, 1966.), britanski informatičar poznat pod nadimkom Solo koji je 2002. proglašen je najopasnijim hakerom na svijetu. Iste je godine prvi puta uhićen.

## Počeci
1972. Gary s obitelji seli u London. Sam tvrdi kako je sve počelo još u djetinjstvu i to zbog ljubavi prema znanstvenoj fantastici. Svoje prvo računalo dobio je kad mu je bilo 14 godina. Tri godine nakon toga napušta školu. Nakon nekoliko više-manje uspješnih zaposlenja, na nagovor prijatelja, odlučio se kvalificirati za sistemskog administratora. Sve do 1995. radio je taj posao u maloj tvrtki, a onda se upustio u hakerske vode.

## Razvoj situacije
U samom početku najviše ga je privlačilo razbijanje manjih mreža i ostavljanje poruka administratorima, ali to nije dugo potrajalo jer je previše upada bilo dosadno. 
Tada je otkrio stranicu jedne lobističke skupine iz Washingtona koja potvrđuje postojanje NLO-a i tajnog vojnog razvoja naprednih izvora energije; The Disclosure Project. Tu je počela njgova "prava" karijera hakera. Gary tvrdi da je najviše volio pregledavati vojne kriminalne dosjee; o vojnicima koji su optuženi za seksualno zlostavljanje, sabotiranje opreme, gledao je snimke o treninzima specijalaca... Sve je to radio jer ga je privlačilo da bude tamo gdje ne bi smio biti.
Najšokantnja stvar na koju je ikad naišao za Garyja su bile fotografije na kojima je vidio predmet u svemiru oblika cigarete kad provalio u Johnsonov svemirski centar. 

## Uhićenje
Nije pazio na vremenske zone te se predugo zadržao. Otkrivena je njegova e-mail adresa i jednog jutra uhićen je od Nacionalnog ureda za visokotehnološki kriminal.
To uhićenje mu je zaustavilo karijeru jer mu je uvjetna kazna nalagala zabranu korištenja računalom.
Ponovno je uhićen u srpnju 2005. godine dok se vraćao kući. Tada su SAD službeno pokrenuli postupak protiv Garyja. Optužen je da je svojim provalama nanio štetu od 700 tisuća USD, prijetio nacionalnoj sigurnosti SAD-a te ga, ako mu bude suđeno u SAD-u i bude optužen, čeka 70 godina zatvorske kazne koju će odslužiti u veoma dobro čuvanom zatvoru.

## Vanjske poveznice
- Free Gary McKinnon  Arhivirana inačica izvorne stranice od 10. ožujka 2020. (Wayback Machine)
- Nacionalni ured za visokotehnološki kriminal (Velika Britanija)
- The Disclosure Project
- UFO evidence